# Hidden Movers Award
Der Hidden Movers Award ist ein Projekt der Deloitte-Stiftung mit dem Ziel, „Bildungsinitiativen in Deutschland zu entdecken, zu fördern und bekannt zu machen, die heute schon im Kleinen erfolgreich gelebt werden“.

## Hintergrund

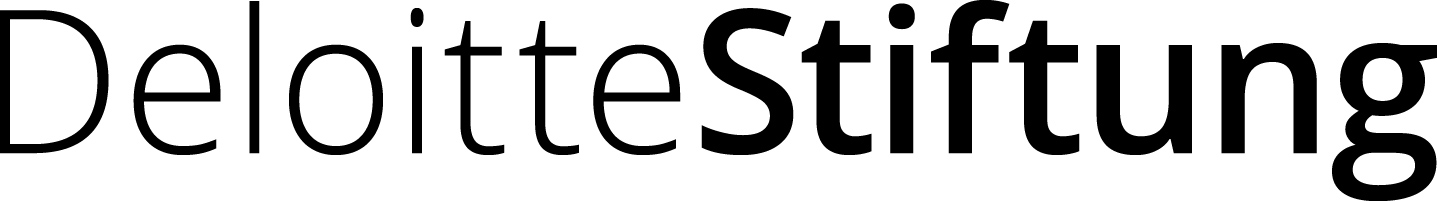
Logo der Deloitte-Stiftung

In jedem Jahr werden zu Bildungsthemen aktuelle Fragestellungen aufgegriffen und zum Wettbewerb „Hidden Movers“ ausgeschrieben. Ziel des Wettbewerbs ist die Identifizierung von Organisationen oder Institutionen, die sich konkret für Jugend und Bildung einsetzen und in ihrem Bereich funktionierende Lösungen für dringende Bildungsprobleme gefunden haben, deren Wirken aber noch nicht über ihren Kreis hinaus bekannt ist. 2020 lautete das Motto: „Weil alle gewinnen, wenn Bildung gewinnt“. In den Jahren zuvor trug der Bildungswettbewerb unter anderem die Titel „Teilhabe durch Bildung und Beruf“ und „Von der Schule in den Beruf“. 

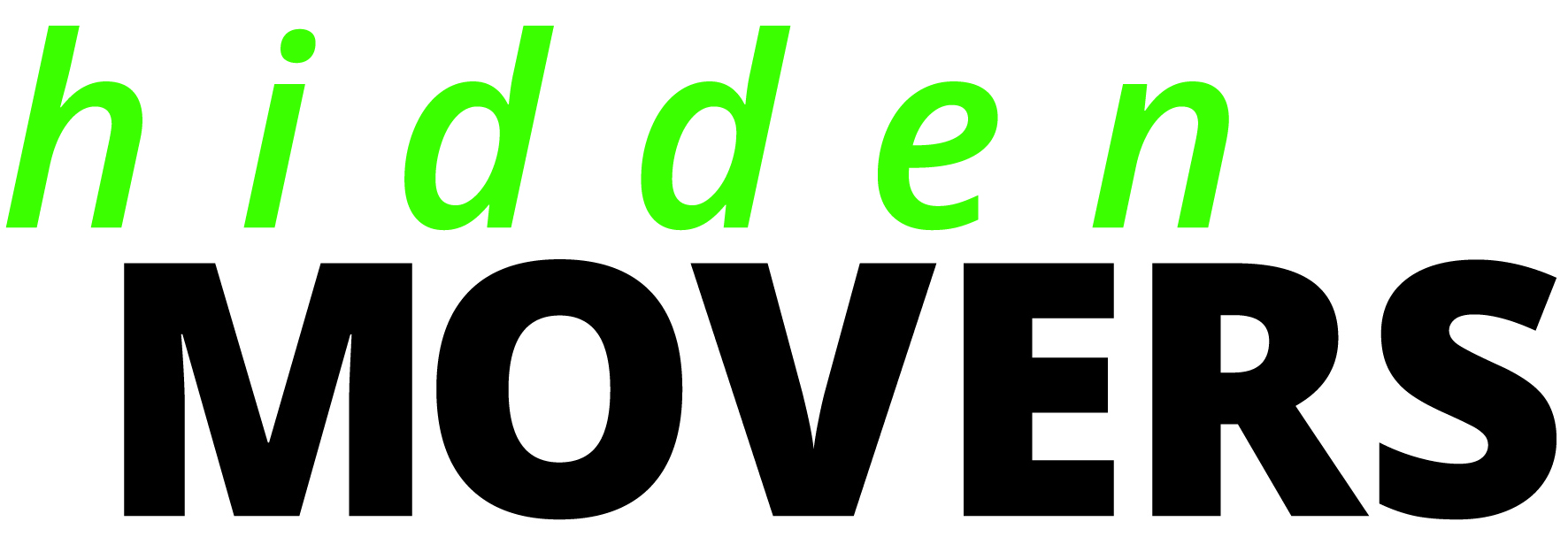
Altes Logo des Hidden Movers Award (bis 2020)

Die besten Projekte werden mit insgesamt 75.000 Euro ausgezeichnet. Mitarbeiter von Deloitte begleiten die Gewinnerprojekte zusätzlich mit individueller, langfristig ausgerichteter und unentgeltlicher Unterstützung bei der Weiterentwicklung ihrer Projektidee. Zusätzlich erhalten die Gewinnerprojekte ein Coaching durch die Social Entrepreneurship Akademie. Darüber hinaus können aus dem Netzwerk der Deloitte-Stiftung themenrelevante Sonderpreise gestiftet werden, die das jeweilige Thema des Wettbewerbs begleiten oder erweitern. Dabei sollen die prämierten Initiativen andere dazu anregen, die vorgestellten Projekte zu unterstützen, eigene Initiativen einzubringen und die Konzepte zu übernehmen. So hilft die Deloitte-Stiftung Projekten mit Vorbildcharakter aus der Nische und zu Bekanntheit.

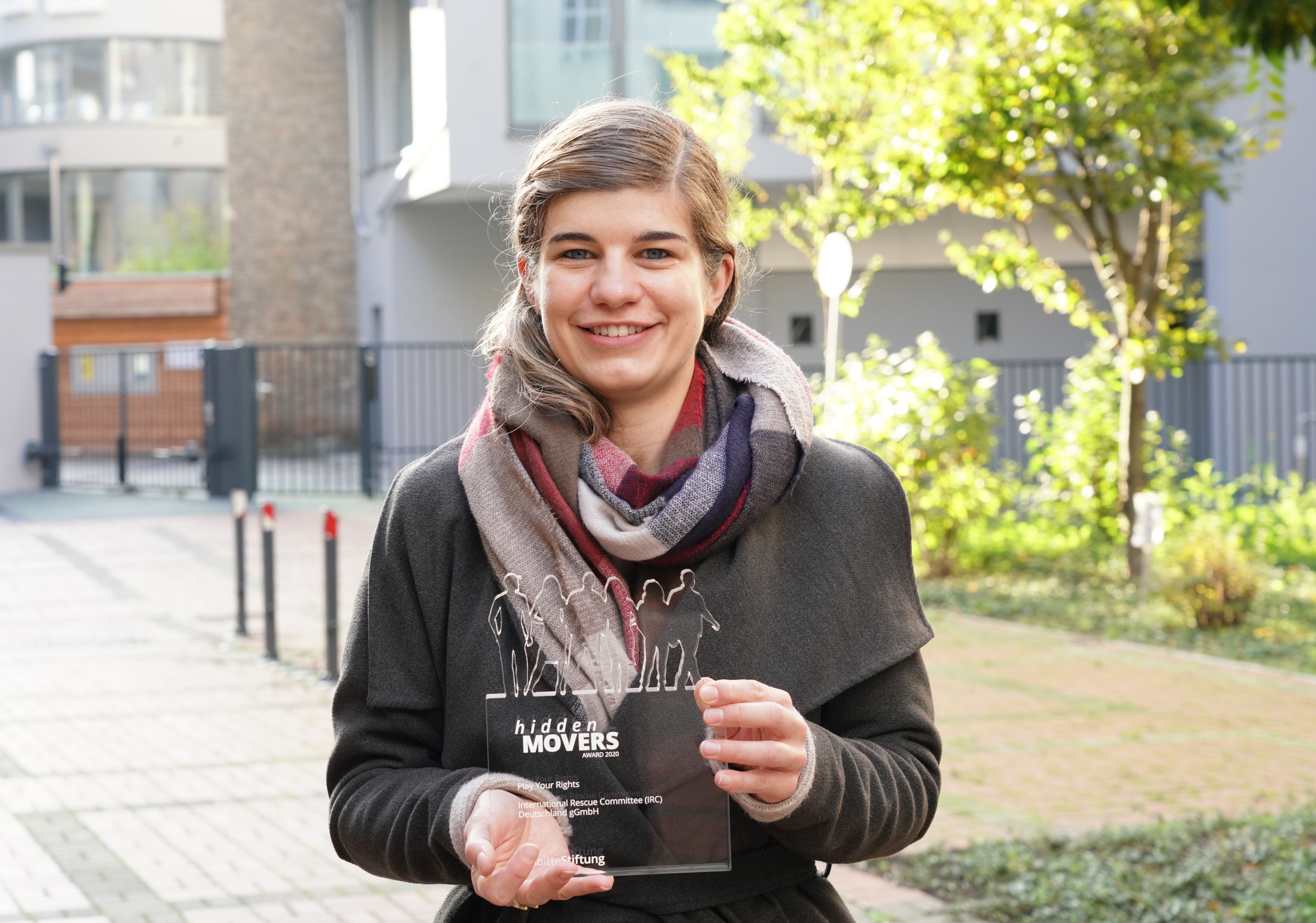
Preisübergabe des Hidden Movers Award 2020

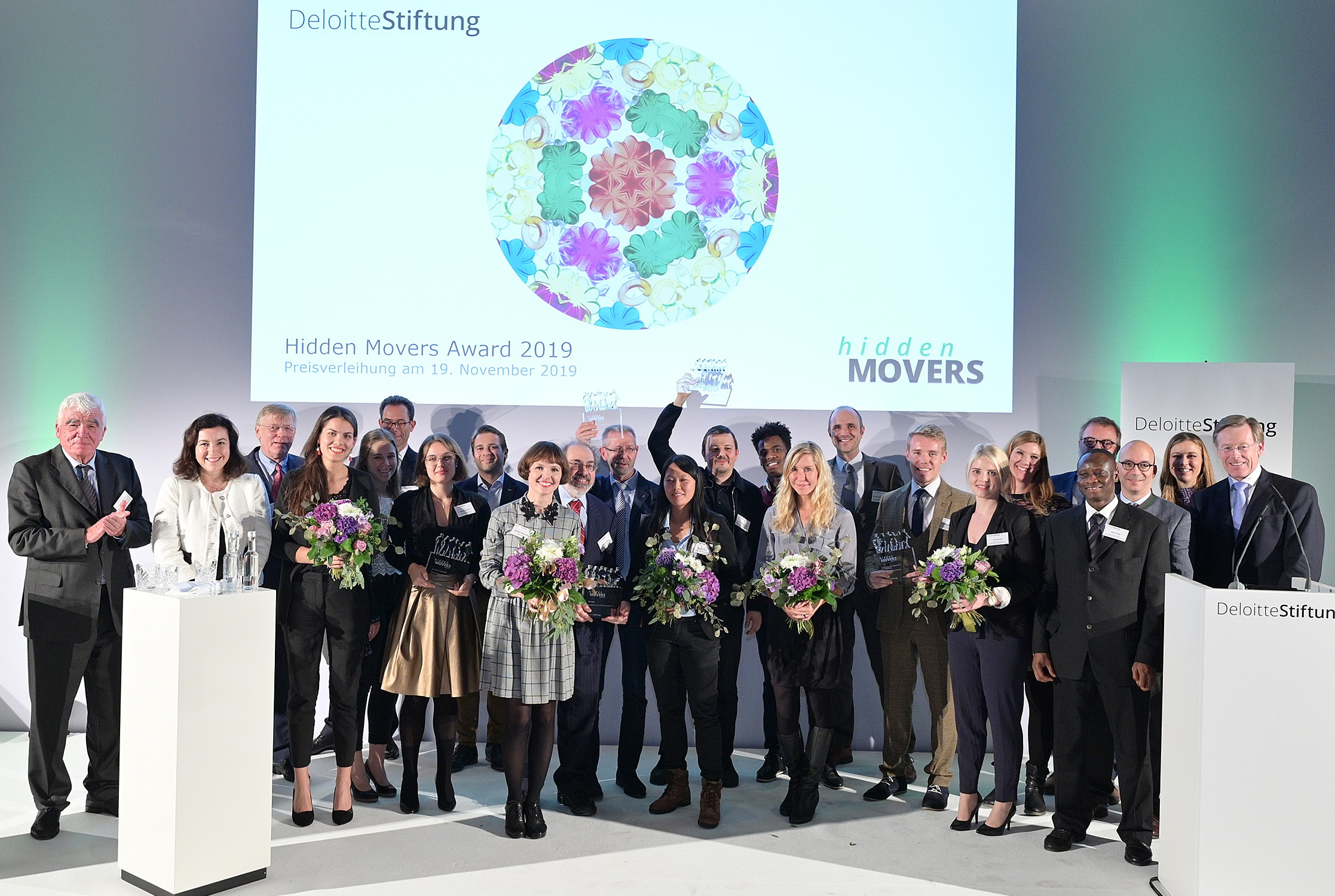
Preisverleihung des Hidden Movers Award mit den Preisträgern 2019

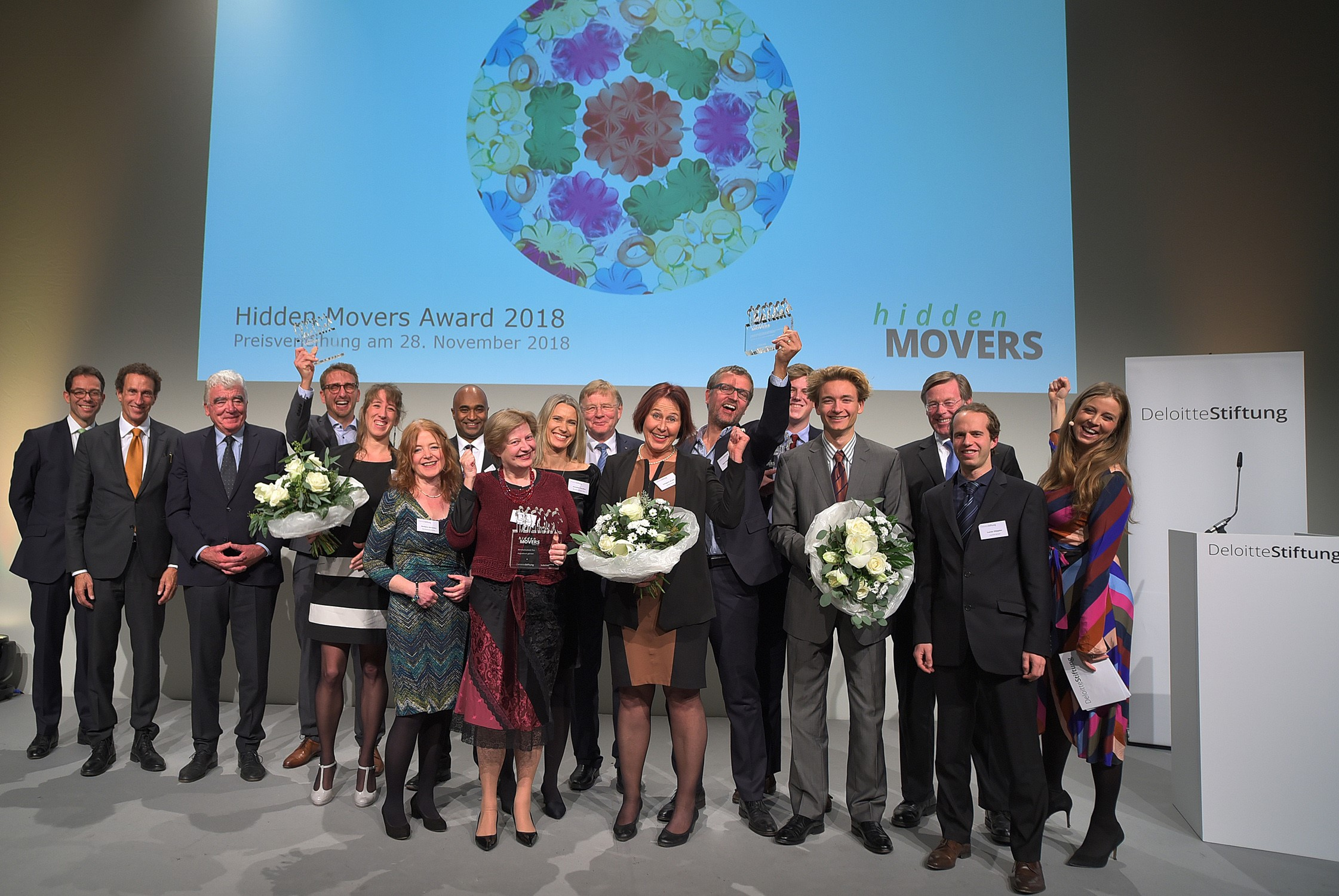
Preisverleihung des Hidden Movers Award mit den Preisträgern 2018

Ausgezeichnet wurden 2020 fünf Organisationen und Initiativen zur Unterstützung junger Menschen bei der gesellschaftlichen Integration in den Kategorien „Innovation“, „Wachstum“ und „Sprachförderung“ (Kutscheit-Preis). Der Sprachförderungspreis wird seit 2011 von der Kutscheit Stiftung vergeben.

## Preisträger seit 2010
| Jahr | Kategorie Innovation | Kategorie Wachstum |                                                                       | Kategorie Sprachförderung (Kutscheit-Preis) |
| ---- | --- | --- | --------------------------------------------------------------------- | --- |
| 2023 | "Deepfake Detective" | "Berufliche Qualifizierung zum:r Hotelpraktiker:in" "Umweltbildung Foodrescue" |                                                                       | "VollBOCK Garage" "Azubi-Tandems" |
| 2022 | "Studyway" | "ProTechnicale" "GrundGESÄTZE" |                                                                       | "Freitagsschule" "KulTür.Seeds" |
| 2021 | „Invest It!“ von dem Verein Invest i! e. V. | „Der frühe Vogel / Rollberg startklar“ von dem Verein Morus 14 „Pädagogische Escape Rooms“ von dem Verein Helden e.V.                                                                              |                                                                       | „Sprungbrett Pflege“ von dem Bonner Verein für Pflege- und Gesundheitsberufe e.V. „Rap-Buddies für Teilhabe“ von Rapper* ohne Grenzen                                                 |
| 2020 | „Play your rights“ vom International Rescue Committee Deutschland | „Vorbilder“ von Future of Ghana Germany e.V. „Das andere SchulZimmer“ (jeweils 25.000 Euro Preisgeld)                                                                                              |                                                                       | „Sprechtraining digital“ von ax-o e.V. „10 Bilder – 10 Stunden – 10 Begegnungen“ von Gemeinsam leben & lernen in Europa e.V. (jeweils 12.500 Euro Preisgeld)                          |
| 2019 | Preis für die innovativste Idee „EVE – cloudbased livecaptions“ Preis für das beste Projekt in der Wachstumsphase „Rent a Jew“ „Gefangene helfen Jugendlichen“ (jeweils 25.000 Euro Preisgeld)    | |                                                                       | „Gemeinsam zum erfolgreichen Berufsabschluss“ „Deutschkurs im Bordell“ (jeweils 12.500 Euro Preisgeld)                                                                                |
| 2018 | „nyendo.lernen: Social-Entrepreneurship-Education @ School – Bundesweiter Transfer“ „WorkKompass Plus“ (jeweils 25.000 Euro Preisgeld)                                                            | |                                                                       | „Berufsschulstufe Plus“ „agon-Gesellschaft zur Förderung von Theater und Musik e.V.“ (jeweils 12.500 Euro Preisgeld)                                                                  |
| 2017 | „Lisamartoni“ „weserholz“ (jeweils 25.000 Euro Preisgeld) | „TALENTE-soccergirls“ Sonderpreis der Deloitte-Stiftung (5.000 Euro Preisgeld) |                                                                       | „RespectSpeech“ „Kooperative Produktionsschule“ (jeweils 12.500 Euro Preisgeld) |
| 2016 | „FreeCan – Freies Leben“ „Jugendforum: Politik“ (jeweils 25.000 Euro Preisgeld) | |                                                                       | „Koblenz lernt“ „Sarré-Musikprojekte“ (jeweils 12.500 Euro Preisgeld) |
| 2015 | „Das Geld hängt an den Bäumen“ „Integrationsprojekt Kistlerhofstraße“, Condrobs e.V. (jeweils 25.000 Euro Preisgeld)                                                                              | |                                                                       | „Bridge&Tunnel“ „Kinderopernhaus Lichtenberg“, Caritas Verband e.V. (jeweils 12.500 Euro Preisgeld)                                                                                   |
| 2014 | „Integration und Förderung der Jugendlichen“, FC Sportfreunde 1920 Schwalbach e.V. „VeddelERleben“, Get the Kick e.V. „Kultur-Netzwerker“, Kultur-Netzwerker e.V. (jeweils 15.000 Euro Preisgeld) | „Atelier La Silhouette“, Junge Frauen und Beruf e.V. Sonderpreis der Deloitte-Stiftung (5.000 Euro Preisgeld)                                                                                      |                                                                       | „Isus-Schule“, Trägerkreis junge Flüchtlinge e.V. „i,Slam“, i,Slam e.V. (jeweils 10.000 Euro Preisgeld)                                                                               |
| 2013 | „Selbstbewusst auf dem Weg zum Ausbildungsplatz“, Forumtheater inszene e.V. (30.000 Euro Preisgeld)                                                                                               | „Fußballprojekt Hannover“, Verein zur Förderung von Bildung und Erziehung benachteiligter Jugendlicher in Hannover e.V. „EperimentierKüche“, Deutsches Museum Bonn (jeweils 10.000 Euro Preisgeld) |                                                                       | „Migration und Theater“, Jugendkulturarbeit e.V. „Coole Geschichten“, ax-o e.V. (jeweils 10.000 Euro Preisgeld)                                                                       |
| 2012 | „Fit mit Plan“, Stiftung Hilfe mit Plan (25.000 Euro Preisgeld) | „Freiwilliges Soziales Schuljahr“, Caritasverband Scheinfeld und Landkreis Neustadt/Aisch – Bad Windsheim e.V. (15.000 Euro Preisgeld)                                                             | „Personalagentur“, Deutscher Kinderschutzbund (10.000 Euro Preisgeld) | „Eltern vor Ort“, KWB e.V. „Patenschaft Schule-Beruf“, Stadtjugendring Herrenberg e.V., Stadtseniorenrat Herrenberg e.V., Verein für Jugendhilfe e.V. (jeweils 10.000 Euro Preisgeld) |
| 2011 | „Lehrstellenatlas Dinklage“, Caritas-Sozialwerk St. Elisabeth (20.000 Euro Preisgeld) | „Der Pate“, Ceno & Die Paten e.V. „Mut tut gut!“, Theater Tempus Fugit e.V. Lörrach (jeweils 15.000 Euro Preisgeld)                                                                                |                                                                       | „Schulische und berufliche Hilfen für junge Flüchtlinge“, AsA e.V. „!STAGE“, forum kunstverein e.V. (jeweils 10.000 Euro Preisgeld)                                                   |
| 2010 | „Förderung der Ausbildungsreife und Berufsfindung“, Schillerschule Waghäusel (25.000 Euro Preisgeld)                                                                                              | „Mittendrin Anders“, Midria e.V. „ModUs“, CJD Bonn (jeweils 12.500 Euro Preisgeld) | „JobInn“, Gangway e.V. „Junge Vorbilder“, verikom e.V. (undotiert)    | Erst ab 2011 |